# Der Tote in der Badewanne
Der Tote in der Badewanne (Neuübersetzung u.d.T.: Ein Toter zu wenig 1971, ) ist ein 1923 unter dem Titel Whose Body? erschienener Kriminalroman von Dorothy L. Sayers. Auf Deutsch 1952 erstmals beim Scherz Verlag erschienen, wurde er 1971 neu übersetzt. Es ist der erste Roman, in dem der Amateurdetektiv Lord Peter Wimsey ermittelt.

## Handlung
In der Badewanne des Architekten Thipps wird eine Leiche gefunden, die nur mit einem Kneifer bekleidet ist. Dazu ist der reiche Geschäftsmann Reuben Levy verschwunden. Thipps ist mit Lord Peter Wimseys Mutter, der verwitweten Herzogin von Denver bekannt, die ihren Sohn bittet, Thipps zu helfen. Thipps ist während der bereits laufenden Untersuchung durch den unfähigen Inspektor Sugg in Verdacht geraten, den Toten in der Badewanne selbst ermordet zu haben, da er sich in Widersprüche hinsichtlich seines Alibis verstrickt hatte. Thipps' Wohnung liegt in der Nähe eines Lehrkrankenhaus; der von Sugg hergerufene Sir Julian Freke, leitender Arzt im Hospital und renommierter Neurologe, bestätigt jedoch, dass im Hospital keine Leiche fehlt. Weiter weisen die Leiche und der verschwundene Levy eine oberflächliche Ähnlichkeit auf.
Im Fall des verschwundenen Reuben Levy ermittelt Lord Peters Freund, Inspektor Charles Parker, der Lord Peter in den Fall einweiht. Es stellt sich schnell heraus, dass die unbekannte Leiche und Levy nicht identisch sind. Der Besitzer des Kneifers wird identifiziert als ein hochangesehener älterer Provinzanwalt, der mit dem Fall nichts zu tun hat. Bei der Anhörung zum Fall legt Thipps sein Alibi offen: er traf zufällig einen alten Schulfreund, der ihn zu einer Lustbarkeit in eine illegale Bar mitnahm, die jedoch durch eine Polizeirazzia gestört wurde. Hinsichtlich des Toten sind sich Sir Julian und Dr. Grimbold bezüglich des Todeszeitpunkts nicht ganz sicher, beide sind jedoch einig, dass der Tote durch einen Schlag auf den Kopf getötet wurde.
Der verschwundene Levy ist offenbar abends nach Hause gekommen, hat das Haus jedoch nachts wieder verlassen, um spurlos zu verschwinden. Er wurde am Abend vor seinem Verschwinden nahe des Krankenhauses von einer Prostituierten gesehen. Sir Julian enthüllt Inspector Parker, dass Levy ihn abends aufgesucht habe, da er Befürchtungen hatte, ernstlich erkrankt zu sein.

## Auflösung des Falls
Lord Peter bringt die Leiche des Unbekannten mit dem gleichzeitig verschwundenen reichen Geschäftsmann Reuben Levy in Verbindung und ist davon überzeugt, dass die beiden Fälle zusammenhängen.
Die Spur führt zu der Leiche, die der Neurologe Sir Julian Freke seinen Studenten zum Sezieren gab. Der in Verdacht geratene Sir Julian versucht erfolglos, Inspector Parker und Lord Peter umzubringen. Eine Obduktion der sezierten Leiche ergibt, dass es sich um Levy handelt, der von Sir Julian ermordet worden ist und mit der Leiche eines Mannes aus einem Arbeitshaus vertauscht wurde, die dem Hospital zum Sezieren überlassen worden war. Die Leiche wurde von Sir Julian über die Dächer zu Thipps Wohnung gebracht, wo er sie durch das offene Fenster des Badezimmer in die Badewanne brachte.

## Charaktere
- Lord Peter Death Bredon Wimsey: Der Bruder des Herzogs von Denver ist finanziell unabhängig und besitzt eine elegante, teuer ausgestattete Junggesellenwohnung in 110a Piccadilly, London. Seine Hobbys sind das Sammeln von seltenen Buchausgaben und das Lösen von Kriminalfällen. Lord Peter war als Student in Oxford ein überragend guter Cricketspieler.
- Mervyn Bunter: Er ist der Butler von Lord Peter und war zuvor im Ersten Weltkrieg sein Sergeant und Lebensretter. Er hilft bei der Lösung von Kriminalfällen, besonders durch das Fotografieren von Beweismaterial.
- Charles Parker: Als Inspektor bei Scotland Yard übernimmt er üblicherweise die „Routinearbeiten“ mit den Hilfsmitteln, über die die Polizei verfügt. Er wird später Wimseys Schwager.
- Sir Julian Freke: Leitender Arzt im Hospital, renommierter Neurologe und Chirurg und passionierter Bergsteiger. Er hat mehrere Bücher und Abhandlungen zum Thema Kriminalistik verfasst.
- Der Ehrenwerte Frederick Arbuthnot, genannt Freddy: Der alte Freund von Lord Peter spekuliert sehr erfolgreich an der Börse und heiratet später Rachel Levy.

## Rezeption
„Die Romane um Lord Peter Wimsey spielen in der Zeit ab 1920 bis Mitte der Dreißiger Jahre und spiegeln die damalige gesellschaftliche Ordnung wieder, allerdings mit einem teilweise bissigen Humor. Hier tut sich speziell die Mutter von Lord Peter hervor, die eher unkonventionell agiert und ihm des Öfteren den Rücken freihält, wenn Angehörige der ‚höheren Gesellschaft‘ sein Hobby kritisieren.“
„Der Roman ist kein Thriller; spannend ist er trotzdem, da der Leser zwar auf den Täter im Laufe der Story hingewiesen wird, aber eben nicht weiß, wie er überführt werden könnte. Fazit: Ein Erstlingswerk mit einer sehr speziellen Detektivfigur, macht bereits Appetit auf mehr!“

## Adaption
Der Westdeutsche Rundfunk produzierte den Roman unter dem Titel Der unerwünschte Gast 1962 unter der Regie von Erik Ode mit Hansjörg Felmy als Lord Peter als Hörspiel. Nach der gleichen Hörspielbearbeitung von Charles Hutton produzierte der Saarländische Rundfunk 1965 unter der Regie von Klaus Groth ein textgleiches Hörspiel mit Charles Wirths als Lord Peter.

## Bibliografie
- Dorothy L. Sayers: Der Tote in der Badewanne. Scherz Verlag, München 1952.
- Dorothy L. Sayers: Ein Toter zu wenig. Wunderlich Verlag, Tübingen 1971.